# Sorne (Vallière)
Pour les articles homonymes, voir Sorne (homonymie).
La Sorne est une rivière française du département du Jura, en région Bourgogne-Franche-Comté et un affluent de la Vallière, donc un sous-affluent du Rhône par le Solnan, la Seille et la Saône.

## Géographie

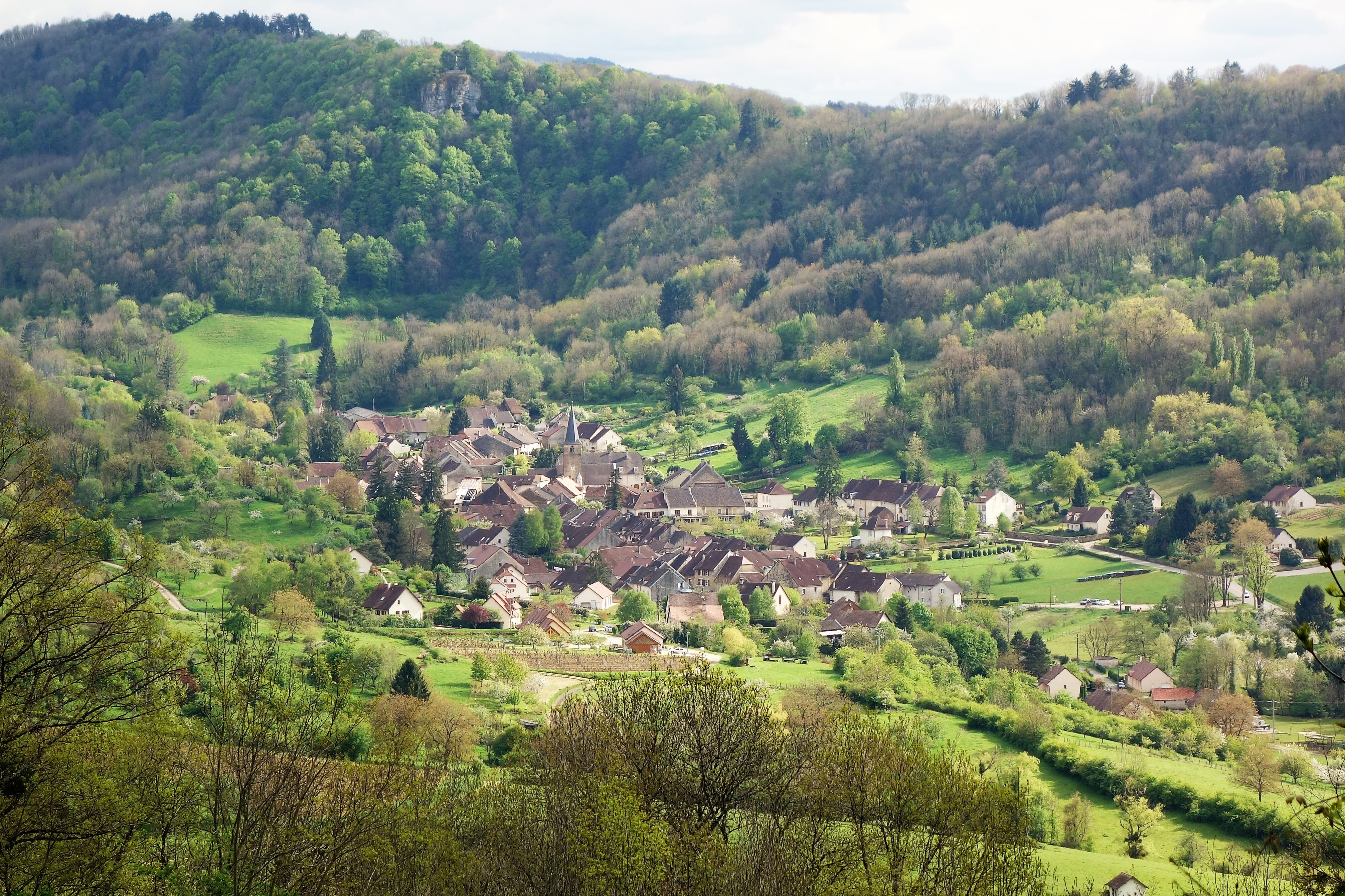
Début de la vallée de la Sorne à Vernantois.

La Sorne prend sa source dans la commune de Vernantois, à 335 m d'altitude, dans une reculée du Revermont. 
Sa longueur totale est de 13,9 km et elle coule globalement de l'est vers le nord-ouest.
Elle reçoit à Macornay les eaux du Savignard lequel prend sa source dans la reculée de Vaux-sous-Bornay. La Sorne conflue en rive gauche de la Vallière, sur la commune de la Condamine, à 203 m d'altitude

### Communes et cantons traversés
Dans le seul département du Jura, la Sorne traverse les dix communes suivantes, de l'amont vers l'aval, de Vernantois (source), Moiron, Montaigu, Macornay, Courbouzon, Messia-sur-Sorne, Chilly-le-Vignoble, Frébuans, Courlaoux, Condamine (confluence).
Soit en termes de catons, la Sorne prend source dans le canton de Lons-le-Saunier-2, traverse le canton de Poligny, conflue dans le canton de Lons-le-Saunier-1, le tout dans le seul arrondissement de Lons-le-Saunier, dans la seule intercommunalité espace communautaire Lons Agglomération

### Toponyme
La Sorne a donné son hydronyme à la commune de Messia-sur-Sorne.

### Bassin versant
La Sorne traverse une seule zone hydrographique « Le Solnan de la Vallière à la Seille » (U345)

### Organisme gestionnaire
L'organisme gestionnaire est l'EPTB Doubs-Saône.

## Affluents
La Sorne a trois tronçons affluents de moins de six kilomètres et tous trois de rang de Strahler un (sans affluent) :
- le Savignard (rg[note 2]), 4,78 km sur les deux communes de Bornay (source) et Macornay (confluence).
- le Bief de l'Etang (rd) 1 km sur les deux communes Montaigu (source et confluence) et Vernantois.
- la Deniège (rd) sur Vernantois.

Géoportail rajoute le Bief Grougneau (rd) 1 km sur les deux communes de Montaigu (source), Macornay (confluence).

### Rang de Strahler
Don le rang de Strahler de la Sorne est de deux.

## Hydrologie
Son régime hydrologique est dit pluvial.

## Aménagements et écologie
Sur le cours de la Sorne, on rencontre les lieux-dits, en Déniege, le golf du Val de Sorne, les Nues, Petit Messia, Grand Pré, la Papeterie, le lavoir de Chilly-le-Vignoble, le Moulin, les Éculées, les Champs Magnin, le moulin de Nilly.

### Réserve naturelle régionale de la côte de Mancy
Au nord de Macornay et de la Sorne, la réserve naturelle régionale de la côte de Mancy (RNR117) est une réserve naturelle régionale située en Bourgogne-Franche-Comté. Classée en 2010, elle occupe une surface de 49 hectares et protège un ensemble de pelouses calcaires.